# 迪诺·巴乔
甸奴·巴治奧（義大利語：Dino Baggio，1971年7月24日—），是一位已退役的意大利足球運動員，他曾代表意大利國家隊參加1994年、1998年世界盃足球賽以及1996年歐洲國家盃。意大利足球傳奇巨星之一。
甸奴·巴治奧是一位攻防俱佳的球隊中場組織球員，亦以大力遠射和頭球射門而聞名於1990年代世界球壇，因為面容冷峻，經常趁對手出其不意遠射破門，又被華人地區球迷稱作“冷面殺手”。

## 生涯

### 球會生涯
甸奴·巴治奧的職業生涯開始於拖連奴的青年隊，1988年年僅17歲時即被拖連奴提升至一線隊，并逐漸打上主力，1990/1991年賽季他幫助拖連奴在聯賽中一路高歌，最終獲得第五名，得以參加歐洲聯盟盃的比賽，亦被認為是當季的希望之星。隨後即被豪門球隊國際米蘭看重，於1991/1992年賽季轉會國際米蘭，但當季球隊僅僅獲得第八名的成績，賽季結束后國米開始換血，甸奴·巴治奧被轉至另外一個豪門祖雲達斯，在祖雲達斯雖然甸奴·巴治奧表現神勇，幫助球隊獲得1993/1994年賽季的歐洲足協盃冠軍，但聯賽中仍舊與冠軍無緣，1994年世界盃結束后他被賣到當時明星雲集的帕爾馬，開始逐漸成為球隊的領軍人物之一，並於1995年和1999年再次兩度獲得歐洲足協盃的冠軍。在帕爾馬效力期間，亦是他和球隊的巔峰時期，甸奴·巴治奧以出色的跑位，勇猛的搶斷以及出色的頭球和遠射技術在意甲聯賽和歐洲賽場獨當一面，成為一個廣為人知的明星球員。
2001年，30歲的甸奴·巴治奧轉會至剛剛奪得意甲冠軍的拉素，希望藉助球隊在退役之前染指聯賽冠軍，但遺憾的是球隊在2000年異軍突起後突然落入經濟危機，球隊實力大不如前，而甸奴·巴治奧亦因為年齡因素，在防守中場的位置上表現不如從前，在2002年落選世界盃國家隊陣容後，他逐漸淪為後備球員，期間曾被租借到英超球會布力般流浪以及本土的安科納，於2004/2005年賽季重返拉素，但整個賽季一場未上，2005年轉會至次級球會的特里斯蒂納，短暫參賽次級聯賽後宣佈退役。至2008年復出加盟在家鄉附近的業餘球隊湯布勞（Tombolo）。

### 國家隊生涯
在甸奴·巴治奧成名的1990/1991年賽季後，他首次入選意大利國奧隊，並與AC米蘭球星德梅特里奧·阿爾貝蒂尼共同組成叱吒國際足壇，1990年代的雙組織後腰屏障，被傳媒以及業內稱之為“鋼筋混凝土防線的前大門”，他與阿伯天尼共同參加了1992年的巴塞羅那奧運會。1993年的世界盃外圍賽，最後一輪比賽與葡萄牙隊交手，意大利隊必須獲勝方可入圍，甸奴·巴治奧在該場比賽中攻入全場唯一一粒入球幫助意大利隊成功入圍。隨後他代表意大利隊出戰1994年美國世界盃，期間表現出色，小組賽最後一場必須戰勝挪威才能晉級到複賽，在門將被紅牌罰出的情況下，甸奴·巴治奧打入全場唯一的入球幫助球隊戰勝對手順利晉級。八分之一決賽中，意大利隊與當時有非洲雄鷹稱號的尼日利亞隊交鋒，隊友罗伯特·巴乔在比賽中表現出色，打入一個極其漂亮的遠射，幫助球隊進入加時賽，加時賽第十分鐘時，下半場替補上場的甸奴·巴治奧一記準確的挑傳隊友貝納里沃，後者在禁區被尼日利亞隊後衛絆倒，球證果斷吹罰點球，隊友罗伯特·巴乔主罰命中，意大利隊進入八強。四分之一決賽意大利隊遇到西班牙隊，本場比賽賽前狀態低迷的意大利隊普遍不被外界看好，但是再次憑藉甸奴·巴治奧和罗伯特·巴乔的進球，以2：1淘汰對手，甸奴·巴治奧在比賽中以一腳30碼開外的遠射技驚四座，被評為1994年美國世界盃十大進球的第六名。半決賽憑藉著罗伯特·巴乔的兩粒完美的進球，意大利隊一路殺入最後的決賽，可惜最終在互射十二碼不敵巴西隊，獲得亞軍，這亦是甸奴·巴治奧足球生涯中獲得最高的國家隊榮耀，而甸奴·巴治奧也被認為是該屆大賽中意大利隊打入決賽的功臣之一。1996年歐洲國家盃，主教練艾列高·沙基繼續任用甸奴·巴治奧，將他帶至英格蘭參賽，但是意大利隊小組賽中關鍵戰役負於捷克隊，而在與後來的冠軍得主德國隊的比賽中亦丟失點球機會，最終0：0收場，小組賽僅戰勝俄羅斯隊，積4分遺憾出局，這是甸奴·巴治奧參與的唯一一屆歐洲國家盃賽。兩年后巴治奧如願入選1998年世界盃意大利國家隊陣容，在順利進入四分之一決賽後與東道主法國隊交手，最終0：0收場，被迫進行點球決戰，意大利隊再次飲恨點球大戰，慘澹出局，這場比賽亦是甸奴·巴治奧的最後一場國際大賽亮相。此後他錯過了2000年歐洲國家盃的比賽，當時的意大利國家隊主帥迪诺·佐夫向傳媒表示不能將近兩年狀態不佳的甸奴·巴治奧帶入陣容，而亦有傳媒報導他因為在意甲賽場辱駡球證而被國家隊除名，而事實亦證明隨著马西莫·安布罗西尼等年輕防守中場球員的崛起，甸奴·巴治奧逐漸被取代已是大勢所趨。

## 榮譽
拖連奴
- 意大利足球乙級聯賽冠軍：1989/90年；
- 米杜柏杯冠軍：1991年；

祖雲達斯
- 意大利足球甲級聯賽亞軍：1993/94年；
- 歐洲足協盃冠軍：1993年；

帕爾馬
- 歐洲足協盃冠軍：1995年、1999年；
- 意大利盃冠軍：1999年；

## 外部連結
意大利足協巴治奧國家隊進球全紀錄